# 英彥山
英彥山（ひこさん）是位在福岡縣田川郡添田町和大分縣中津市山國町的山。標高1,200m。耶馬日田英彥山國定公園之一部。日本百景・日本二百名山之一。和彌彥山（新潟縣）・雪彥山（兵庫縣）合稱日本三彥山。

## 概要
原本表記為「彥山」，1729年（享保14年），因靈元法皇的院宣加上「英」字。
山的中腹有英彥山神宮奉幣殿，山頂有上宮。「望雲台」本來是山伏的修行場。東北部的鷹之巢山是國指定天然記念物。山麓的深倉峽是紅葉名所。

## 歷史
英彥山和羽黑山（山形縣）・熊野大峰山（奈良縣）並稱「日本三大修驗山」，山麓殘存山伏的坊舎跡等史跡。作為山伏的修驗道場，最盛期有數千名僧兵，擁有和大名匹敵的兵力。
英彥山在之後和秋月種實結成軍事同盟，天正9年（1581年）10月，受到敵對的大友義統攻打，持續1個月以上的戰闘，造成許多坊舎燒毀和許多死者，因而勢力衰退。大友氏衰退後，受到新領主細川忠興的崇敬，逐漸復興。明治維新後，因神佛分離令廢止修驗道，受到壞滅的打擊。

## 關連項目
- 英彥山花園軌道車

## 外部連結
- 英彥山軌道車 （页面存档备份，存于）
- 国土地理院 地図閲覧サービス （页面存档备份，存于）
- 日本山岳修験学会 （页面存档备份，存于）